# Tingicesa
Tingicesa is een geslacht van wantsen uit de familie van de Tingidae (Netwantsen). Het geslacht werd voor het eerst wetenschappelijk beschreven door Koçak & Kemel in 2010.

## Soorten
Het genus bevat de volgende soorten:

- Tingicesa anonae (Drake & Hambleton, 1938)
- Tingicesa rolliniae (Drake & Hambleton, 1934)